# Friedrich W. Block
Friedrich Wilhelm Block (* 11. Januar 1960 in Berlin) ist ein deutscher Kurator und Literaturwissenschaftler.

## Leben
Nach dem Studium der Germanistik und Kunst/Visuelle Kommunikation in Kassel arbeitete Friedrich W. Block von 1987 bis 1997 an der Universität Kassel in den Bereichen Deutsch als Fremdsprache (Mitarbeiter von Gerhard Neuner) und Neuere Deutsche Literaturwissenschaft (Mitarbeiter von Anselm Maler). 1998 promovierte er mit einer Arbeit über den Zusammenhang von Subjektivität und Medien am Beispiel experimenteller Poesie. Seit 1997 ist er geschäftsführender Kurator der Stiftung Brückner-Kühner in Kassel. Seit 1999 leitet er außerdem den Kasseler Kunsttempel.
Friedrich W. Block vermittelt und forscht auf den Feldern der zeitgenössischen Literatur und Kunst, der Kultur des Komischen und der internationalen Sprachkunst, auf deren Gebiet er auch künstlerisch arbeitet. Zu seinen kuratorischen Langzeitprojekten gehören seit 2000 das Kasseler Komik-Kolloquium, von 2003 bis 2016 die Sprachkunstreihe 3durch3 und seit 1992 das p0es1s-Projekt zur intermedialen Sprachkunst.
Er ist verheiratet und hat drei Kinder.

## Schriften (Auswahl)
- als Herausgeber: Die beflügelte Schnecke. Grotesker Humor aus sechs Jahrhunderten. Ullstein, Frankfurt am Main u. a. 1988, ISBN 3-550-06420-9.
- als Herausgeber: Transfutur. Visuelle Poesie aus der Sowjetunion, Brasilien und deutschsprachigen Ländern. Jenior & Pressler, Kassel 1990, ISBN 3-928172-02-6.
- als Herausgeber mit Hermann Funk: Kunst – Sprache – Vermittlung. Zum Zusammenhang von Kunst und Sprache in Vermittlungsprozessen (= Standpunkte zur Sprach- und Kulturvermittlung. 3). Goethe-Institut, München 1995, ISBN 3-930220-20-2.
- als Herausgeber: Verstehen wir uns? Zur gegenseitigen Einschätzung von Literatur und Wissenschaft. Anselm Maler zum 60. Geburtstag. Lang, Frankfurt am Main u. a. 1996, ISBN 3-631-30015-8.
- als Herausgeber: Neue Poesie und als Tradition. Krieg, Passau 1997.
- IO. poesis digitalis (= Blattwerk. 21). Blattwerk, Linz u. a. 1997, ISBN 3-901445-20-X.
- Beobachtung des ‚ICH‘. Zum Zusammenhang von Subjektivität und Medien am Beispiel experimenteller Poesie. Aisthesis, Bielefeld 1999, ISBN 3-89528-251-0 (Zugleich: Kassel, Universität, Dissertation, 1998).
- als Herausgeber mit Christiane Heibach und Karin Wenz: p0es1s. Ästhetik digitaler Poesie. The Aesthetics of Digital Poetry. Hatje Cantz, Ostfildern-Ruit 2004, ISBN 3-7757-1345-X.
- als Herausgeber: Komik – Medien – Gender. Ergebnisse des Kasseler Komik-Kolloquiums (= Kulturen des Komischen. 3). Aisthesis, Bielefeld 2006, ISBN 3-89528-533-1.
- als Herausgeber: Christine Brückner und Otto Heinrich Kühner. „Der einzige funktionierende Autorenverband“. Euregio, Kassel 2007, ISBN 978-3-933617-31-6.
- als Herausgeber mit Rolf Lohse: Wandel und Institution des Komischen. Ergebnisse des Kasseler Komik-Kolloquiums (= Kulturen des Komischen. 5). Aisthesis, Bielefeld 2013, ISBN 978-3-89528-963-7.
- mit Jonathan Bragdon und Eli Content: Augen weit zu. Katalog. Kunsttempel Kassel – Kunst und Literatur e. V., Kassel 2015.
- p0es1s. Rückblick auf die digitale Poesie. Ritter, Klagenfurt u. a. 2015, ISBN 978-3-85415-527-0.
- als Herausgeber: Kunst & Komik. Ergebnisse des Kasseler Komik-Kolloquiums. Aisthesis, Bielefeld 2016, ISBN 978-3-8498-1154-9.[4]
- Im Übergang. Texte zur Poesie. Ritter, Klagenfurt u. a. 2018, ISBN 978-3-85415-563-8.

## Ausstellungen (Auswahl)
- 1990: Transfutur. Visuelle Poesie aus der Sowjetunion, Brasilien und deutschsprachigen Ländern. Kunstetage Kassel (kuratiert mit Valeri Scherstjanoi und André Vallias)
- 1992: W/O – Visuelle Poesie in Berlin. Galerie Pankow Berlin (kuratiert mit Valeri Scherstjanoi)
- 1992: p0es1e. Digitale Dichtkunst / Digital Poetry. Galerie am Markt, Annaberg-Buchholz (kuratiert von André Vallias mit Friedrich W. Block)
- 2000: p0es1s. Internationale digitale Poesie in München und Kassel
- 2003–2016: 3durch3 in Kassel und Stuttgart
- 2004: p0es1s. Digitale Poesie / Digital Poetry. Kulturforum Berlin
- 2007: poeticum07. Sprachspiele. Kunsttempel Kassel
- 2007: POIESIS. Poems between pixel and program. Oi Futuro, Rio de Janeiro (kuratiert mit André Vallias)
- 2009: POESIS. Poetische Sprachspiele. Akademie der Künste, Berlin.
- 2011: MOVENS. Akademie der Künste, Berlin
- 2016: Welcome Wutwut Werther. Komische Sprachkunst. Kunsttempel, Kassel.
- 2015–2017: Aufs Maul geschaut – Mit Luther in die Welt der Wörter / Luther und Grimm wortwörtlich in Berlin, Köthen, Kassel, Heidelberg und Ljubljana[5][6]
- 2017: p0es1s – postdigital. Kassel, Kunsttempel.[7]
- 2018: Tupi, or not tupi. Anthropophagische Poesie. Kunsttempel, Kassel.[8]